# لباس شیک
«لباس شیک» آلبومی از هنرمند اهل انگلستان موریسی است که در سال ۱۹۹۰ میلادی منتشر شد.

## فهرست ترانه‌ها
متن همهٔ آهنگ‌ها توسط موریسی سروده و توسط استفان استریت ساخته شده‌اند؛ به جز مواردی که اشاره شده است.
طرف اول
| شماره      | نام                                               | آهنگساز        | عنوان اصلی                                      | مدت   |
| ---------- | ------------------------------------------------- | -------------- | ----------------------------------------------- | ----- |
| ۱.         | «زبان زرگری»                                      | کوین آرمسترانگ | Piccadilly Palare                               | ۰۳:۲۸ |
| ۲.         | «داروی جذاب»                                      |                | Interesting Drug                                | ۰۳:۲۷ |
| ۳.         | «نوامبر هیولایی رو به دنیا آورد»                  | کلایو لنگر     | November Spawned a Monster                      | ۰۵:۲۸ |
| ۴.         | «هیچوقت ازدواج نمی‌کنم»                            |                | Will Never Marry                                | ۰۲:۲۲ |
| ۵.         | «یک چیز خیلی کوچک یک تفاوت خیلی بزرگ ایجاد می‌کند» |                | Such a Little Thing Makes Such a Big Difference | ۰۲:۵۱ |
| ۶.         | «آخرین نسل عیاش‌های مشهور بین‌المللی»               |                | The Last of the Famous International Playboys   | ۰۳:۴۰ |
| ۷.         | «ای تختهٔ احضار روح»                               |                | Ouija Board, Ouija Board                        | ۰۴:۲۵ |
| مجموع مدت: | مجموع مدت:                                        | مجموع مدت:     | مجموع مدت:                                      | ۳۹:۵۳ |

طرف دوم
| شماره      | نام                                | آهنگساز    | عنوان اصلی                   | مدت   |
| ---------- | ---------------------------------- | ---------- | ---------------------------- | ----- |
| ۱.         | «پیرایشگر پُرشور»                   |            | Hairdresser on Fire          | ۰۳:۴۹ |
| ۲.         | «هر روز مثل یکشنبه‌هاست»            |            | Everyday Is Like Sunday      | ۰۳:۳۴ |
| ۳.         | «اون پسره می‌دونه که مشتاق دیدنش‌ام» | آرمسترانگ  | He Knows I'd Love to See Him | ۰۳:۰۸ |
| ۴.         | «بله، من کورم»                     | اندی رورک  | Yes, I Am Blind              | ۰۳:۴۴ |
| ۵.         | «نوک‌زبانی حرف‌زدن شانس‌آور»          |            | Lucky Lisp                   | ۰۲:۵۱ |
| ۶.         | «کله‌چرمی»                          |            | Suedehead                    | ۰۳:۵۴ |
| ۷.         | «ناامید»                           |            | Disappointed                 | ۰۳:۰۶ |
| مجموع مدت: | مجموع مدت:                         | مجموع مدت: | مجموع مدت:                   | ۳۹:۵۳ |